# Świnster
Świnster, polsky také Śfinster nebo Człowiek z Żelaza, německy Mann aus Eisen a česky lze přeložit jako Člověk ze železa, je ocelová plastika - akt. Je postavena ve čtvrti Środmieście města/městského okresu Gorzów Wielkopolski v Lubušském vojvodství v západním Polsku. Geograficky se nachází na pravém břehu řeky Warta.

## Historie a popis
Świnster původně stál na jiném místě města a nyní[kdy?] je umístěn na náměstí u ulic Hawelańska a Jagiełły. Netradiční abstraktní dílo zobrazuje stojícího nahého svalnatého muže, který se dívá vpřed a vzhledem připomíná robota nebo umělého člověka. Je složen z jednotlivých částí těla zakončených přírubami, které jsou spojeny šrouby a maticemi. Šroubové spoje jsou také na schodovitém soklu plastiky. Původně byla tato plastika součástí většího uměleckého díla, kterou tvořila celá skupina/sousoší stejně vypadajících postav mužů. První plastiku vytvořil sochař Zbigniew Frączkiewicz asi v roce 1978. Inspirací mu byl film Člověk ze železa (1981) od polského režiséra Andrzeje Wajdy (1926–2016). Po roce 1984 vytvořil Frączkiewicz již více než 30 kopií a společně je prezentoval na výstavách v Polsku i v zahraničí. Měly být vizuálním komentářem k tomu, jakou roli hraje člověk v totalitním systému, kde jsou často lidé odlidštěni a redukováni do role „robotů“, které může všemocná autorita naprogramovat, vyrobit, reprodukovat, přestavět a demontovat podle libosti. V roce 1995 bylo dílo vystaveno v Gorzówě Wielkopolském a už tehdy se setkalo i s ostrými reakcemi kvůli přítomnosti jasně viditelných genitálií, umístěných ve výšce očí kolemjdoucích. Vznikla také sbírka na zakoupení plastiky, dílo bylo zakoupeno a darováno městu. Plastika je předmětem mnoha diskusí a mnohými je považována za urážku veřejných mravů a dokonce byla polita barvou, byly ji nasazeny trenýrky a přežila dokonce i pokus o poškození aj.

### Původ názvu
Spojením příjmení polského fundátora a iniciátora sbírky na koupi díla, kterým byl tehdejší radní „Józef Finster“ a polského slova „świństwo“, vznikly názvy „Świnster“ a „Śfinster“.

### Sochy v zahraničí
Další odlitky soch se nacházejí v německé Mohuči (3 ks), Hattingenu (2 ks) i jinde.

## Další informace
Dílo je celoročně volně přístupné.

## Galerie

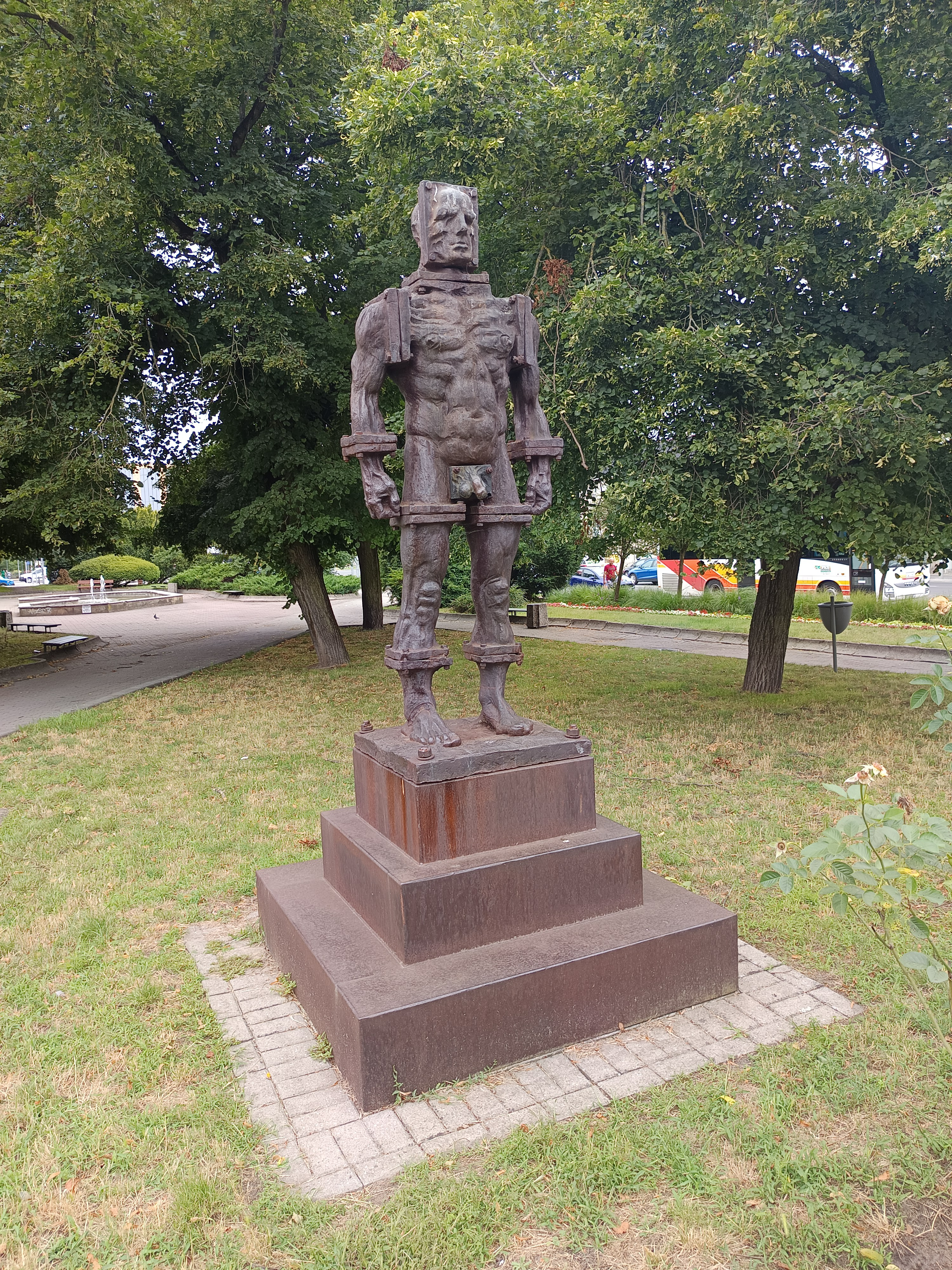
Čelní pohled
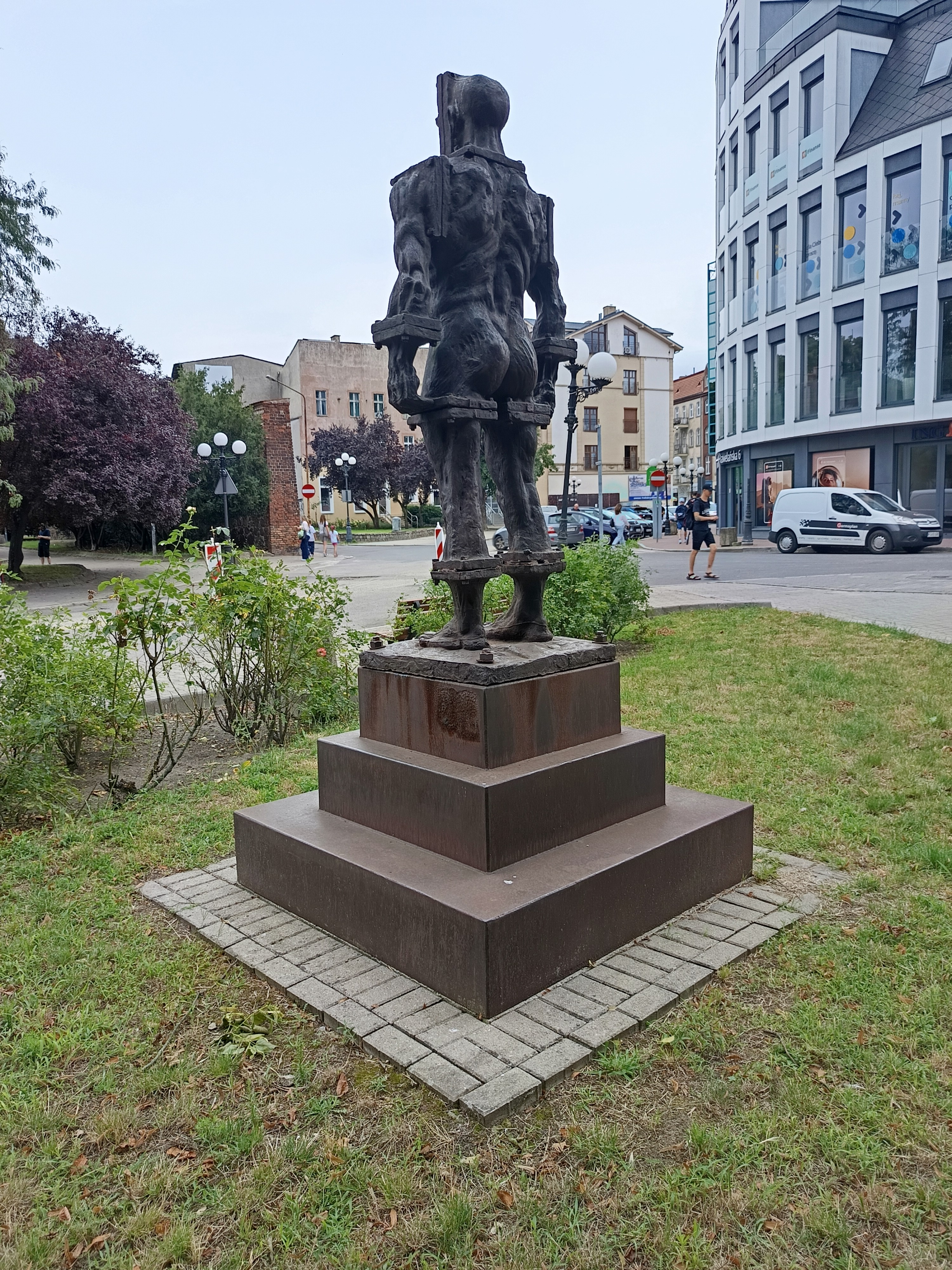
Zadní pohled